# León (Mexiko)
León de los Aldama, oft kurz León, ist eine Stadt in Zentralmexiko und ist mit etwa 1,6 Millionen Einwohnern in ihrem Ballungsraum die größte Stadt in der näheren Umgebung. Sie liegt etwa 400 km nordwestlich von Mexiko-Stadt im Bundesstaat Guanajuato. Die Produktion von Leder gilt als der wichtigste Industriezweig. Viele Menschen, die in der Umgebung wohnen, besuchen die Stadt häufig, um Kleidung und insbesondere Schuhe zu kaufen.
León ist Sitz des Erzbistums León.

## Bevölkerung
Die Bevölkerung von León setzt sich zum Großteil aus Mestizen (über 70 %) zusammen, der Anteil der Weißen macht etwa 15 % aus. Zudem stellen indigene Völker 10 %; Asiaten, zumeist Koreaner, machen 5 % der Gesamtbevölkerung von León aus.
Bevölkerungsentwicklung der Stadt
| Jahr | Einwohnerzahl |
| ---- | ------------- |
| 1990 | 758.279       |
| 1995 | 941.626       |
| 2000 | 1.020.818     |
| 2005 | 1.137.465     |
| 2010 | 1.238.962     |
| 2014 | 1.277.700     |

Bevölkerungsentwicklung der Metropolregion
| Jahr | Einwohnerzahl |
| ---- | ------------- |
| 1950 | 176.000       |
| 1960 | 286.000       |
| 1970 | 460.000       |
| 1980 | 690.000       |
| 1990 | 991.000       |
| 2000 | 1.280.000     |
| 2010 | 1.611.000     |
| 2017 | 1.758.000     |

## Sehenswürdigkeiten
- Kirchen: Catedral Basilica (die Kathedrale wurde ab 1765 erbaut), Templo de Nuestra Señora de los Angeles (Ende des 18. Jh. errichtet), Templo Expiatorio (1921 begonnen und noch immer unvollendet), Templo y Jardin San Juan de Dios.
- Museen: Museo de la Ciudad (Stadtmuseum), Museo de Arqueologia y Archivo Historico de la Ciudad (Museum für Archäologie und historisches Stadtarchiv), Museo Panteón Taurino (Stierkampfmuseum), Museo y Centro de Ciencias Explora (das interaktive Wissenschaftszentrum beherbergt auf seinen 9500 m² vier große Hallen und einen Park).
- Sonstige Bauwerke: Casa de la Cultura, Presidencia Municipal (1860), Arco Triunfal (1893 anlässlich des 83. Jahrestags der mexikanischen Unabhängigkeit errichtet).
- Anlagen: Jardin Botanica (Botanischer Garten), Parque Zoológico de León (der Zoo beherbergt mehr als 2000 Tiere), Parque Metropolitano (mehr als 260 Hektar groß).
- Öffentliche Plätze: Plaza de los Martires (der Name erinnert an den Kampf verschiedener politischer Gruppen aus dem Jahr 1946).

## Geschichte
Die Stadt wurde 1576 von spanischen Kolonisten gegründet. Sie liegt 1804 Meter über dem Meeresspiegel in einem fruchtbaren Flusstal, das intensiv landwirtschaftlich genutzt wird. In der Nähe der Stadt befinden sich Gold-, Silber- und Kupferminen.

## Sport
Im Estadio Nou Camp (bis 1986 Estadio Guanajuato) fanden 1970 und 1986 Spiele der Fußballweltmeisterschaften statt. Unter anderem trug die deutsche Mannschaft dort 1970 alle ihre Vorrundenspiele und das Viertelfinalspiel gegen England aus, das mit 3:2 nach Verlängerung gewonnen wurde.
Die Stadt war bereits durch folgende Fußballvereine in der höchsten mexikanischen Spielklasse vertreten: Club León (seit 2012/13 wieder erstklassig), Unión de Curtidores und Club San Sebastián.

## Persönlichkeiten

### Söhne und Töchter der Stadt
- Mateo Herrera (1867–1927), Maler
- José de Jesús Manríquez y Zárate (1884–1951), römisch-katholischer Bischof von Huejutla
- Miguel Darío Miranda y Gómez (1895–1986), Kardinal und Bischof der römisch-katholischen Kirche
- Ignacio García Téllez (1897–1985), Politiker und UNAM-Rektor
- Efraín Amézcua (1907–nach 1930), Fußballspieler
- Pedro Aranda Díaz-Muñoz (1933–2018), römisch-katholischer Geistlicher, Erzbischof von Tulancingo
- Renato Ascencio León (1939–2022), römisch-katholischer Geistlicher, Bischof von Ciudad Juárez
- Braulio Rafael León Villegas (1943–2024), römisch-katholischer Geistlicher und Bischof von Ciudad Guzmán
- Salvador Kuri (* 1945), Fußballspieler
- Gonzalo Galván Castillo (1951–2020), römisch-katholischer Geistlicher, Bischof von Autlán
- Salvador Cleofás Murguía Villalobos (* 1953), römisch-katholischer Ordensgeistlicher, Prälat von Mixes
- Alicia Vargas (* 1954), Fußballspielerin
- Lucía Méndez (* 1955), Schauspielerin, Sängerin und Model
- Duilio Davino (* 1976), Fußballspieler
- Francisco Fonseca (* 1979), Fußballspieler
- Juan Manuel Elizondo (* 1983), Tennisspieler
- Aldo Rocha (* 1992), Fußballspieler
- Ignacio de Jesús Prado (* 1993), Radrennfahrer
- José David Ramírez (* 1995), Fußballspieler
- José Gerardo Ulloa (* 1996), Mountainbiker
- Brian García (* 1997), Fußballspieler
- Cecilia Tamayo-Garza (* 1997), Sprinterin

### Persönlichkeiten mit Bezug zur Stadt
- Antonio Carbajal (1929–2023), Fußballspieler
- Vicente Fox (* 1942), Politiker

## Klimatabelle
|                       | Jan  | Feb  | Mär  | Apr  | Mai  | Jun   | Jul   | Aug   | Sep   | Okt  | Nov  | Dez  |   |       |
| Mittl. Tagesmax. (°C) | 23,5 | 25,2 | 27,8 | 29,7 | 31,3 | 29,3  | 27,2  | 27,1  | 26,9  | 26,4 | 25,4 | 23,6 | ⌀ | 27    |
| Mittl. Tagesmin. (°C) | 7,3  | 8,3  | 10,9 | 13,4 | 15,6 | 16,2  | 15,0  | 14,9  | 14,6  | 12,2 | 9,9  | 8,2  | ⌀ | 12,2  |
|                       |      |      |      |      |      |       |       |       |       |      |      |      |   |       |
| Niederschlag (mm)     | 12,2 | 5,0  | 4,3  | 8,0  | 24,5 | 104,5 | 184,9 | 151,0 | 103,6 | 40,6 | 7,5  | 8,3  | Σ | 654,4 |
|                       |      |      |      |      |      |       |       |       |       |      |      |      |   |       |
| Regentage (d)         | 2,1  | 1,4  | 0,9  | 2,0  | 5,1  | 12,0  | 15,6  | 13,5  | 9,8   | 5,0  | 1,4  | 1,9  | Σ | 70,7  |

| 7,3 |

| 8,3 |

| 10,9 |

| 13,4 |

| 15,6 |

| 16,2 |

| 15,0 |

| 14,9 |

| 14,6 |

| 12,2 |

| 9,9 |

| 8,2 |

| 7,3 |

| 8,3 |

| 10,9 |

| 13,4 |

| 15,6 |

| 16,2 |

| 15,0 |

| 14,9 |

| 14,6 |

| 12,2 |

| 9,9 |

| 8,2 |